# Jankowskia
Jankowskia là một chi bướm đêm thuộc họ Geometridae.